# Savennes (Creuse)
Savennes település Franciaországban, Creuse megyében. Lakosainak száma 209 fő (2022. január 1.). Savennes Guéret, Peyrabout, Sardent, Saint-Christophe és Sainte-Feyre községekkel határos.

## Népesség
A település népessége az elmúlt években az alábbi módon változott:
| Lakosok száma | 151  | 176  | 225  | 217  | 219  | 216  | 214  | 213  | 212  | 209  |
|               | 1968 | 1982 | 1990 | 2006 | 2013 | 2015 | 2017 | 2019 | 2020 | 2022 |